# 阿尔卡尼斯
阿尔卡尼斯，是西班牙阿拉贡自治区特鲁埃尔省的一个市镇。总面积472平方公里，总人口13431人（2001年），人口密度28人/平方公里。